# Camalia Valdés
Camalia Valdés (sinh ngày 14 tháng 10 năm 1972), là Chủ tịch và Giám đốc điều hành của công ty sản xuất bia lớn nhất của Puerto Rico Puertoeceria India, Inc.

## Những năm đầu
Valdés được sinh ra ở San Juan, Puerto Rico. Ông nội của bà là Alfonso Valdés Cobián, người vào năm 1937, cùng với anh em của mình, Sabino và Ramón Valdés thành lập công ty cổ phần của Cerveceria India, Inc. (Indian Brewery) tại thành phố Mayagüez. Ông của bà, người là chủ tịch và chủ tịch của công ty, là một nhà lãnh đạo thành công, người lãnh đạo đã chuyển đổi công ty thành nhà máy bia lớn nhất của Puerto Rico và sản xuất nước ngọt đóng hộp và đóng chai. Khi ông của bà qua đời vào năm 1988, bà ngoại Grace Valdes đã điều hành công ty.
Khi còn nhỏ, bà thường đến thăm nhà máy sản xuất của công ty, nơi bà sẽ dành phần lớn thời gian của mình tại đó. Năm 1994, bà đã lấy được bằng về nghệ thuật tự do với trẻ vị thành niên trong nghiên cứu pháp lý từ Trinity College ở Hartford, Connecticut. Valdés tiếp tục nghiên cứu pháp lý của mình tại Đại học Interamerican của Puerto Rico và năm 1998, lấy được bằng Tiến sĩ Juris.

## Cerveceria India
Valdés hành nghề luật sư trong một thời gian ngắn trước khi gia nhập công ty ở vị trí quản lý hoạt động. Bà thực hiện các phương pháp sản xuất mới và chịu trách nhiệm cải thiện cơ sở hạ tầng của các nhà máy sản xuất.
Năm 2002, Valdés được bổ nhiệm làm chủ tịch của công ty. Dưới sự lãnh đạo của bà, "Malta India", một loại đồ uống mạch nha, được bán nhiều nhất ở Puerto Rico và doanh số của Medalla Light, một trong những nhãn hiệu bia của công ty, tăng lên. Công ty, nhà máy bia lớn nhất của Puerto Rico, cũng là nhà sản xuất nước ngọt đóng hộp và đóng chai.
Valdés có kế hoạch tăng cường nắm giữ công ty của mình trên thị trường địa phương và xuất khẩu thành công sản phẩm của công ty ra nước ngoài. Bà giám sát khoản đầu tư 24 triệu đô la vào việc mở rộng các cơ sở sản xuất của công ty với mục tiêu tăng sản lượng sản xuất lên 60%. Với việc cải tạo, được hoàn thành vào năm 2008, Cerverceria India là một trong những nhà máy bia tiên tiến nhất về công nghệ ở Mỹ Latinh.